# Batalla de Dogali

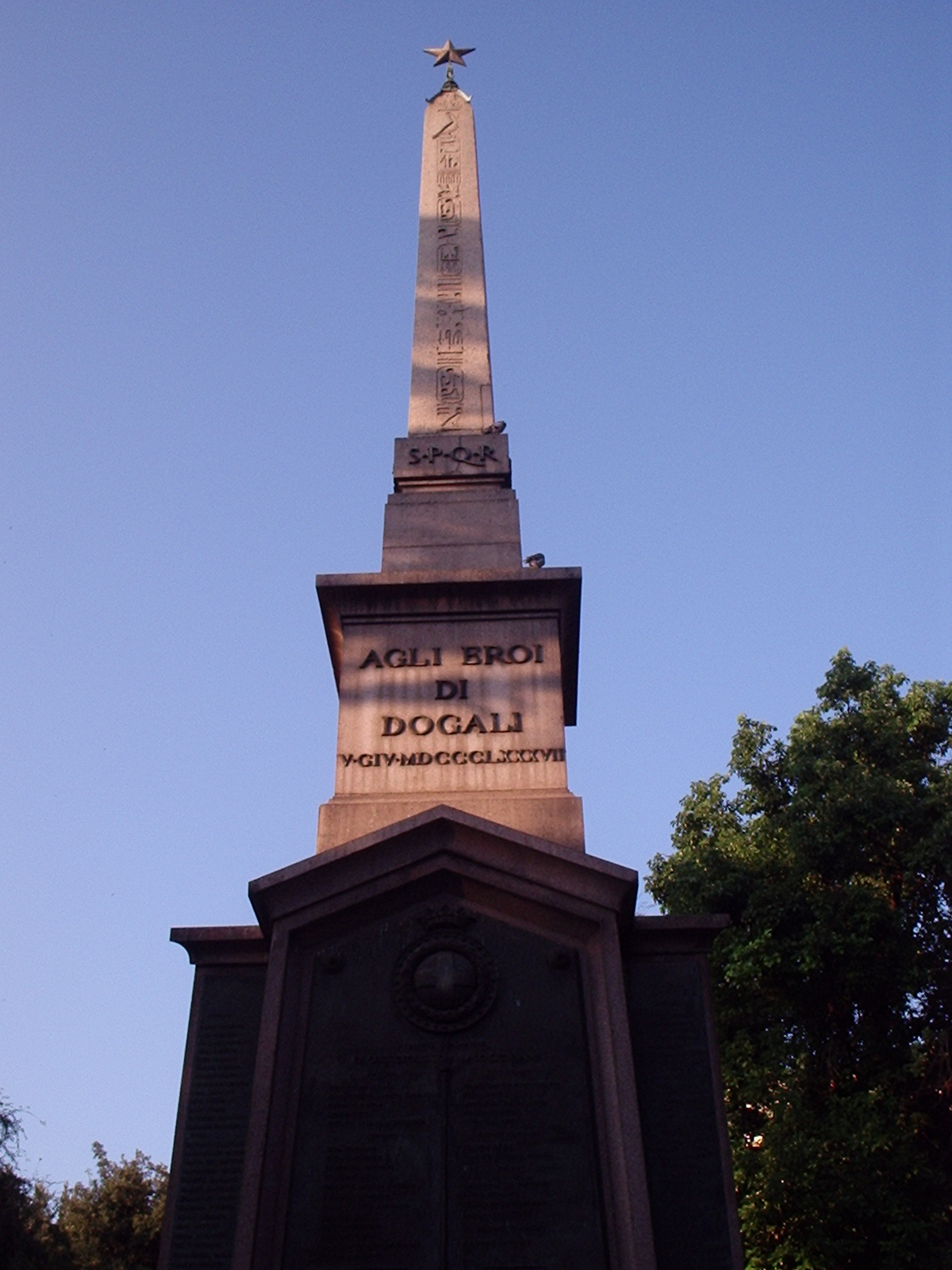
Monumento en Roma a los soldados italianos caídos en Dogali

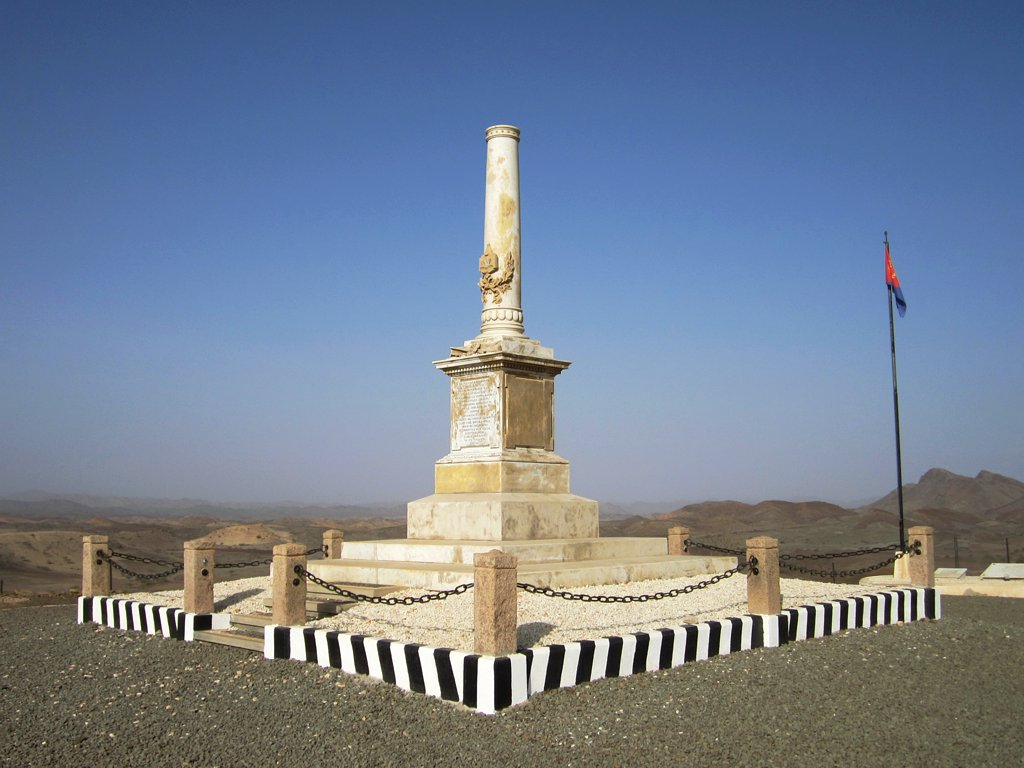
Monumento en Dogali

La batalla de Dogali se libró el 26 de enero de 1887 entre Italia y Etiopía en Dogali, cerca de Massawa, en la actual Eritrea.

## Historia
Los italianos, después de su unificación en 1861, querían establecer un imperio colonial para cimentar su poder como Estado. Su ocupación de Eritrea llevó a los intereses italianos al conflicto directo con los etíopes (Abisinia por aquel entonces).
Tan pronto como los italianos se consideraron lo suficientemente fuertes para adentrarse en Abisinia,  tomaron la ciudad de Sahati, actualmente en Eritrea, y levantaron un pequeño reducto en las alturas que controlaba el suministro de agua para las caravanas. El Ras Alula Engida, que gobernaba bajo el Imperio de Juan IV, había abandonado Asmara. Tras escuchar la noticia del avance italiano,  regresó a Asmara e informó a los oficiales italianos de que violaban el tratado entre Abisinia, Egipto, y Gran Bretaña, y que cualquier movimiento de tropas hacia Sahati sería considerado una acción hostil y se actuaría consecuentemente. Los italianos respondieron fortaleciendo su reducto y reforzando su guarnición. De propia iniciativa, el Ras Alula atacó Sahati. Cientos de sus hombres murieron por herida de cañón y fuego de rifle, mientras que solo cuatro italianos fueron heridos, forzando al Ras Alula a retirarse. Los italianos sitiados, aun así, necesitaban más munición y pidieron suministros.
El 26 de enero, un batallón de aproximadamente 550 hombres (mayoritariamente italianos, incluyendo 22 agentes, y unos cuantos Askaris eritreos) bajo el mando del Coronel Tommaso De Cristofori, fue enviado para reforzar a la guarnición italiana en Sahati. El Ras supo de su salida gracias a los espías, y antes de que pudieran llegar a la fortificación que habían levantado, los atacó en Dogali y los derrotó por completo. A pesar de que los italianos estaban bien armados con rifles modernos, cañones y ametralladoras,  estaban en clara desventaja numérica;  lucharon y resistieron durante horas contra los etíopes, pero fueron gastando su munición progresivamente hasta que la agotaron. Casi todos murieron, excepto ochenta hombres heridos que lograron escapar, pasando desapercibidos para los etíopes.

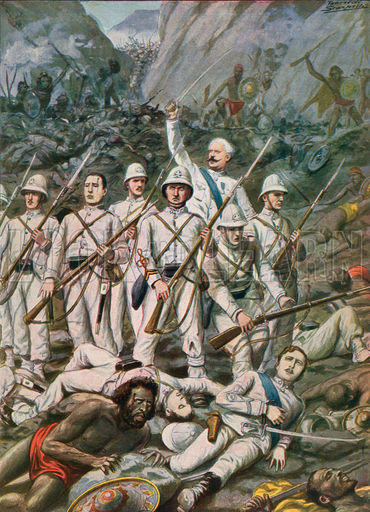
Batalla de Dogali, 1887

Aunque Dogali fue solo una pequeña victoria para los etíopes, Haggai Erlich apunta que este incidente animó a los italianos a conspirar con Menelik II, gobernante de Shewa, contra el Emperador.
Los italianos sentían que la batalla de Dogali era un insulto que debía ser vengado, y entonces empezaron a atacar Etiopía para tomar venganza. Pudieron ocupar Eritrea de 1887a 1889, a pesar de que fallaron en la ocupación del territorio etíope restante tras la primera guerra ítalo-etíope. En 1936, la Italia Fascista llevó a cabo una segunda invasión que resultó en victoria italiana y la ocupación de Etiopía, hasta que fuera liberada durante la Segunda Guerra Mundial.

## Celebraciones en Etiopía
Esta batalla fue muy celebrada durante el Consejo Administrativo Militar Provisional, y Mengistu Haile Mariam conmemoró el centenario con mucho hincapié, incluyendo la erección de un monumento coronado por una estrella roja en el campo de batalla. Tras la independencia eritrea, el monumento fue derribado. Paul B. Henze anota: "Cuando crucé el campo de batalla en 1996, no pude encontrar rastro alguno del monumento."
Erlich aporta más información: cuando las tropas eritreas tomaron el control del área en 1989, "un comandante destacado del Frente Popular para la Liberación de Eritrea, y un exministro de Asuntos Exteriores, Petros Solomon, estaban encantados con el derribo del monumento de Mengistu al Ras Alula."
Esto podría atribuirse al hecho de que, cuando Alula era administrador de partes pequeñas de la zona montañosa de eritrea nombrado por Juan IV,  cometió muchas atrocidades contra el pueblo tigray. Observadores, incluyendo Erlich y otros, atribuyen esto a un punto de vista tigray sobre Etiopía como conjunto. Como Alula luchó para el Imperio y no para Medri Bahri, está visto como un traidor en el lado eritreo de la frontera y un héroe en el lado etíope.

## Homenajes
La enorme plaza en Roma delante de la Estación de Termini se llama Piazza dei Cinquecento, en honor de los 500 soldados italianos caídos en la Batalla de Dogali. Cerca de la plaza también hay un monumento a éstos.
El crucero italiano Dogali fue bautizado en honor de la batalla.
El gobierno etíope de Mengistu Haile Mariam levantó un monumento en Dogali para conmemorar su centésimo aniversario en enero de 1987. El monumento fue diseñado para acentuar el dominio de Etiopía sobre Eritrea en el desarrollo de la guerra de la Independencia de Eritrea. El monumento estaba coronado por una estrella roja, símbolo comunista de la República Democrática Popular de Etiopía. Eritrea consiguió la independencia en 1991 y en 1996 el monumento ya había desaparecido.